# أعمال القرميد

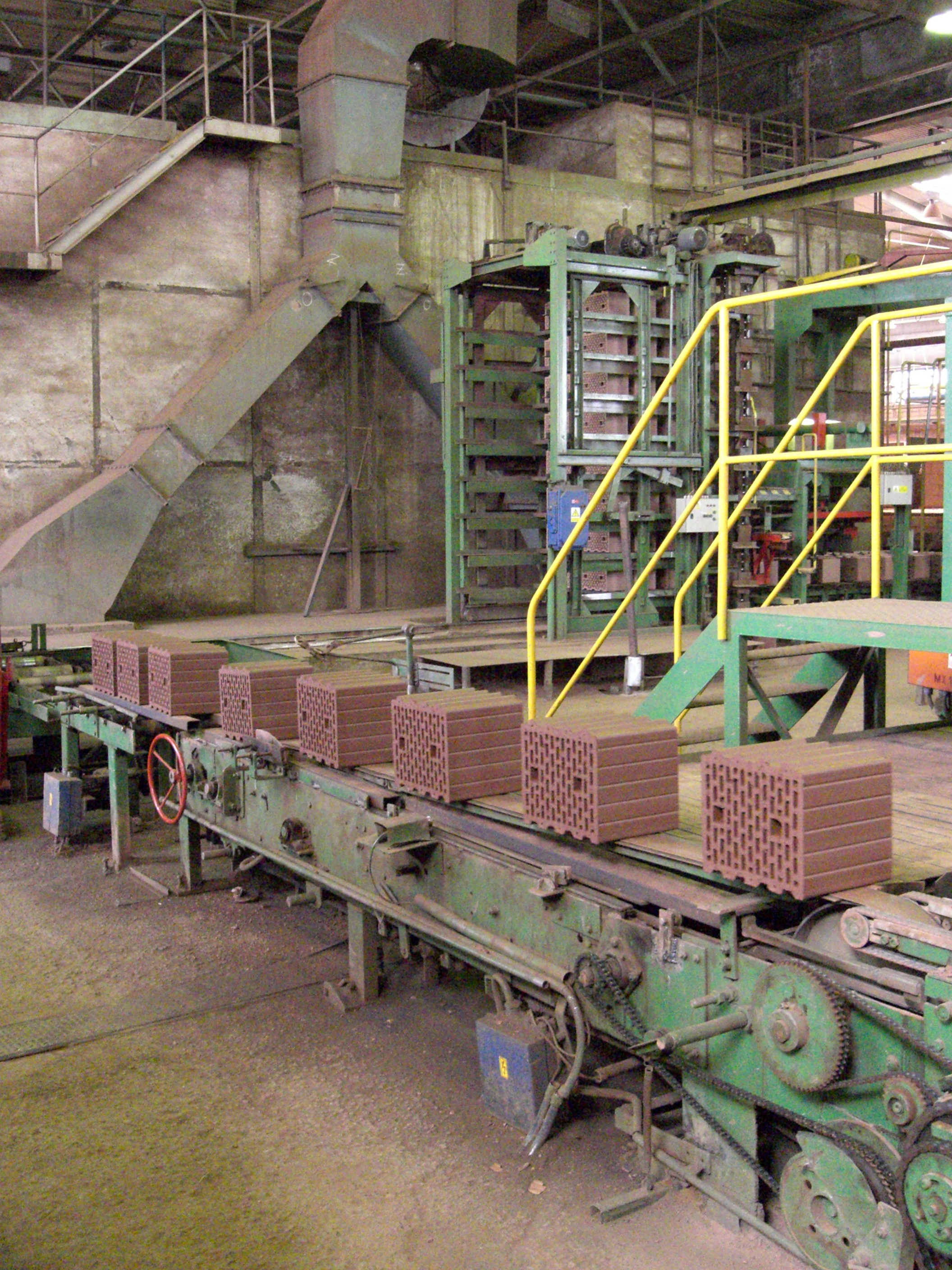
قوالب طوب كبيرة على السير الناقل في إعدادات المصنع الأوروبي الحديث

أعمال القرميد والمعروف أيضًا باسم مصنع الطوب، هو عبارة عن مصنع لصناعة الطوب من الطين أو السجيل. عادة ما تقام مصانع الطوب على الطبقة السفلية للطين، (المادة الأكثر شيوعًا في تصنيع الطوب)، غالباً بجانب مقلع الطين.

## المعدات
يحتاج القرميد لبعض المعدات التالية أو جميعها:
- الفرن لإشعال النار في الطوب أو «حرقه».
- ساحة تجفيف أو تسليط، لتجفيف الطوب قبل حرقه.
- مبنى أو مبانٍ لتصنيع الطوب.
- مقلع للطين.
- مطحنة للطين أو مصنع إعداد الطين (انظر أدناه).

## صناعة الطوب

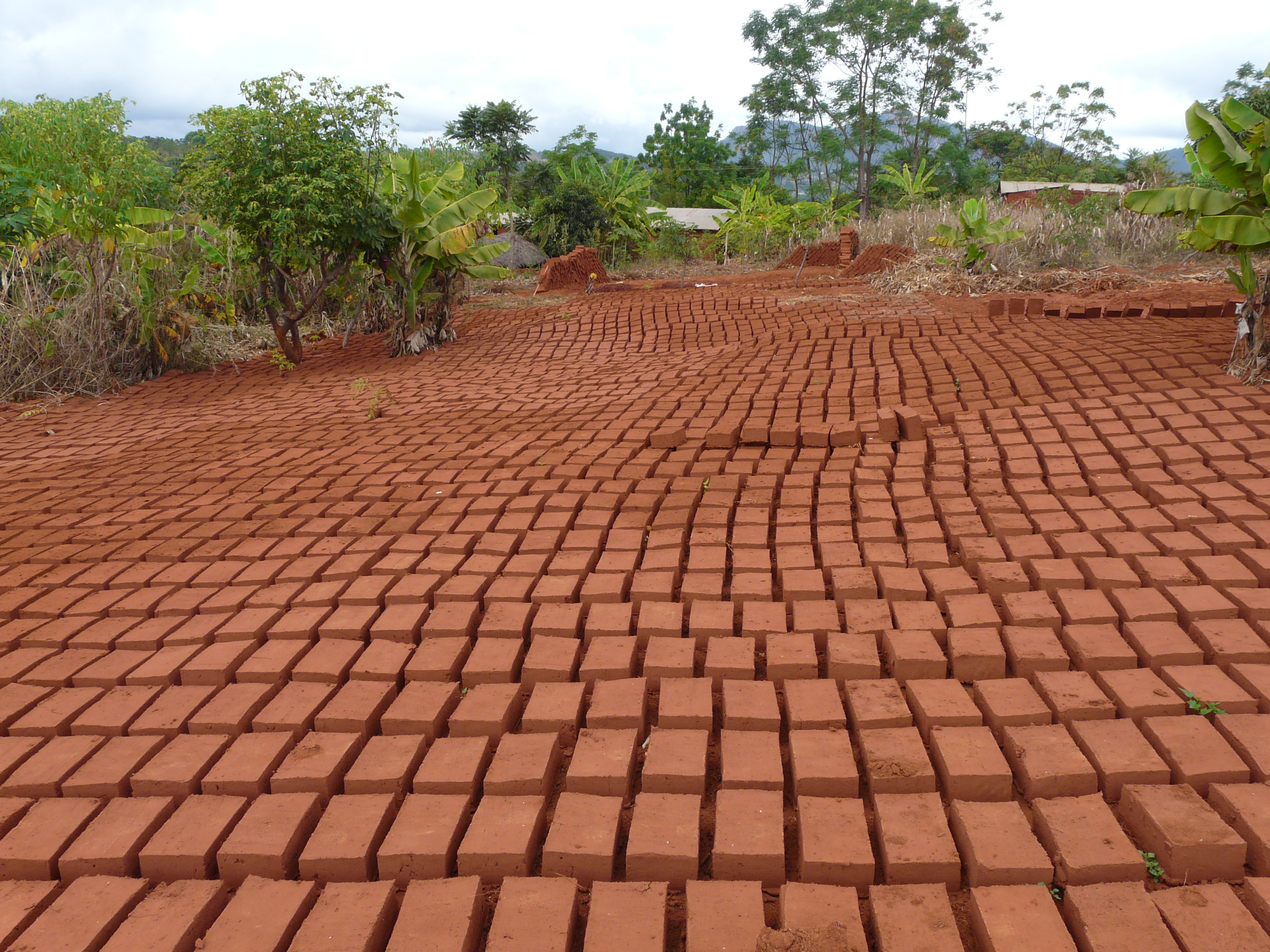
تم وضع الطوب لتجفيفه في سونجيا (Songea) تنزانيا

في أعمال القرميد الحديثة النموذجية، يتم أخذ الطين من المقلع، ثم يتم حمله عن طريق السير الناقل أو الشاحنة/اللوري إلى المصنع الرئيسي، على الرغم من أنه قد يتم تخزينه بالخارج قبل الدخول إلى الماكينات. يتم سحق الطين عند دخوله مصنع التحضير (تحضير الطين)، ويتم خلطه بالماء وإضافات أخرى قد تشتمل على السِّقاط، عبارة عن أنتراسيت دقيق جدًا يساعد في الاحتراق. هذه العملية كما هي معروفة أيضًا بـطحن الطين تحسن التماسك وإحراق الخصائص والبنية ولون الطوب. ومن هنا، قد يُلفظ الطين المعالج في شريط متواصل ويُقطع بالأسلاك أو يوضع في قوالب أو مكابس (يشار إليها أيضًا بـ «التشكيل») لتشكيل الطين في شكله النهائي. يجب تجفيف القراميد، بعد التشكيل أو التقطيع، إما في الهواء الطلق أو في سقيفة تجفيف أو في أفران تجفيف خاصة. يجب حرق القراميد، بعدما يتم تجفيفها، أو إشعال النار فيها في أفران، لإعطائها الصلابة والمظهر النهائيين.

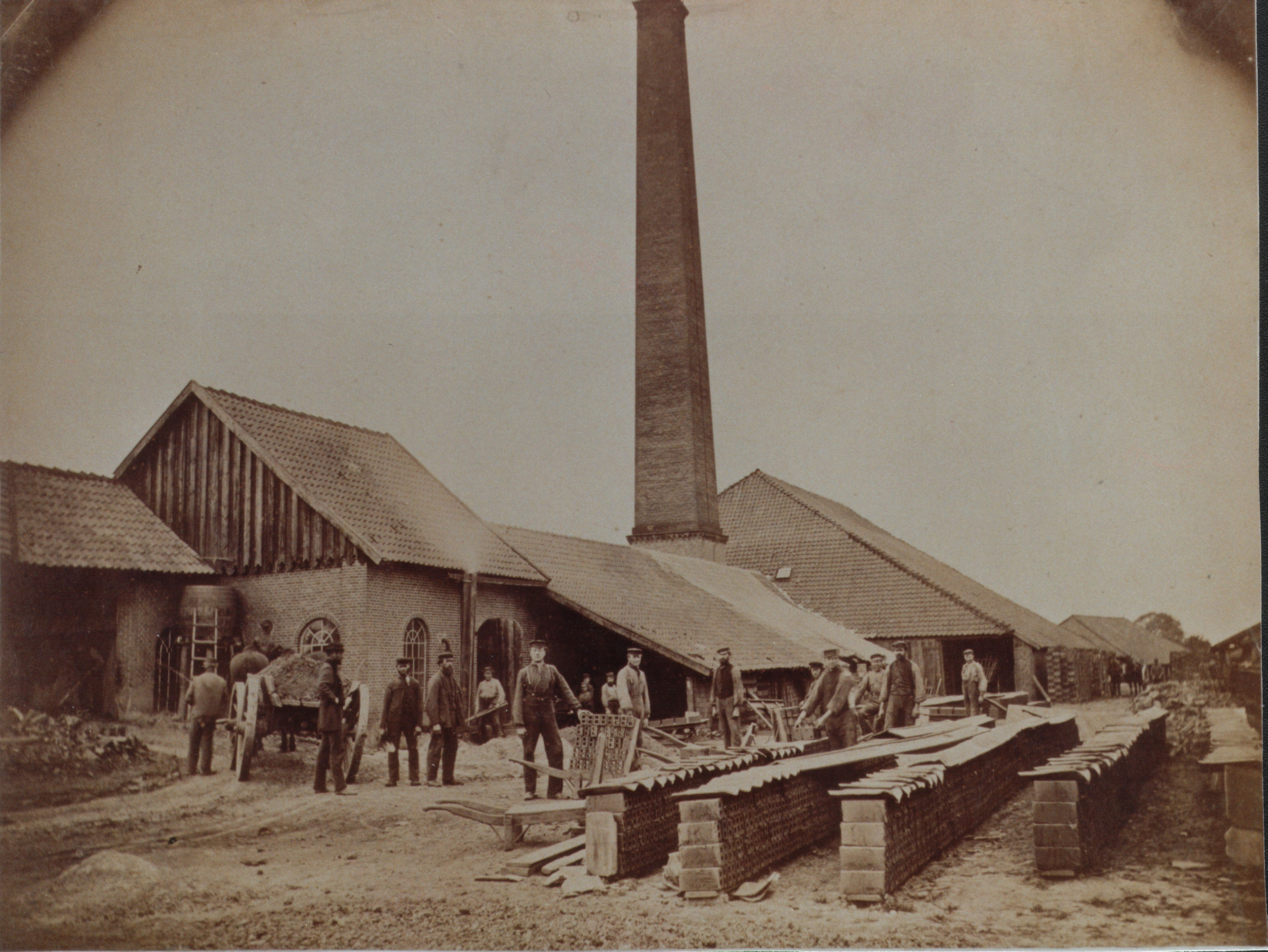
رجال يعملون في ساحة تصنيع القراميد في ألمانيا، المدخنة الطويلة للفرن، 1890